# كارلا كروم
كارلا كروم (بالإنجليزية: Karla Crome)‏ مواليد 22 يونيو 1989، هي ممثلة إنجليزية بدأت مسيرتها الفنية عام 2009. تلعب الآن دوراً رئيسيّاً بشخصية ريبيكا باين في مسلسل تحت القبة على قناة CBS والمقتبس من رواية تحت القبة لستيفن كينغ.

## وصلات خارجية
- كارلا كروم على موقع IMDb (الإنجليزية)
- كارلا كروم على موقع ألو سيني (الفرنسية)
- كارلا كروم على موقع قاعدة بيانات الفيلم (الإنجليزية)
- كارلا كروم على موقع كينوبويسك (الروسية)